# Anno V del calendario rivoluzionario francese
L' anno V del calendario rivoluzionario francese  corrispondeva agli anni 1796 e 1797 del calendario gregoriano: esso iniziava il 22 settembre 1796 e terminava il 21 settembre 1797.

## Concordanze
| 1º vendemmiaio | 22 settembre |
| 9 vendemmiaio  | 30 settembre |
| 10 vendemmiaio | 1º ottobre   |
| 30 vendemmiaio | 21 ottobre   |
| 1º brumaio     | 22 ottobre   |
| 10 brumaio     | 31 ottobre   |
| 11 brumaio     | 1º novembre  |
| 30 brumaio     | 20 novembre  |
| 1º frimaio     | 21 novembre  |
| 10 frimaio     | 30 novembre  |
| 11 frimaio     | 1º dicembre  |
| 30 frimaio     | 20 dicembre  |
| 1º nevoso      | 21 dicembre  |
| 11 nevoso      | 31 dicembre  |

| 12 nevoso    | 1º gennaio  |
| 30 nevoso    | 19 gennaio  |
| 1º piovoso   | 20 gennaio  |
| 12 piovoso   | 31 gennaio  |
| 13 piovoso   | 1º febbraio |
| 30 piovoso   | 18 febbraio |
| 1º ventoso   | 19 febbraio |
| 10 ventoso   | 28 febbraio |
| 11 ventoso   | 1º marzo    |
| 30 ventoso   | 20 marzo    |
| 1º germinale | 21 marzo    |
| 11 germinale | 31 marzo    |
| 12 germinale | 1º aprile   |
| 30 germinale | 19 aprile   |

| 1º fiorile   | 20 aprile |
| 11 fiorile   | 30 aprile |
| 12 fiorile   | 1º maggio |
| 30 fiorile   | 19 maggio |
| 1º pratile   | 20 maggio |
| 12 pratile   | 31 maggio |
| 13 pratile   | 1º giugno |
| 30 pratile   | 18 giugno |
| 1º messidoro | 19 giugno |
| 12 messidoro | 30 giugno |
| 13 messidoro | 1º luglio |
| 30 messidoro | 18 luglio |
| 1º termidoro | 19 luglio |
| 13 termidoro | 31 luglio |

| 14 termidoro  | 1º agosto    |
| 30 termidoro  | 17 agosto    |
| 1º fruttidoro | 18 agosto    |
| 14 fruttidoro | 31 agosto    |
| 15 fruttidoro | 1º settembre |
| 30 fruttidoro | 16 settembre |

| della virtù      | 17 settembre |
| del genio        | 18 settembre |
| del lavoro       | 19 settembre |
| dell'opinione    | 20 settembre |
| delle ricompense | 21 settembre |

## Avvenimenti
- 26 vendemmiaio  (17 ottobre 1796) : attentato contro Lazare Hoche a Rennes
- 25 frimaio  (15 dicembre 1796) : Inizio di una rivolta in  Irlanda, sostenuta dalla Francia (fino al 1798).
- 25 nevoso  (14 gennaio 1797) : Vittoria a Rivoli in Italia.
- 19 piovoso  (7 febbraio 1797) : Soppressione dei mandati territoriali.
- 26 germinale (15 aprile 1797)  : Nascita di Adolphe Thiers.
- 8 prairial (27 maggio 1797) : Esecuzione di François Noël « Gracchus » Babeuf.
- 20 messidoro (8 luglio 1797) : Costituzione a Milano della Repubblica Cisalpina, una delle principali repubbliche sorelle della Francia.
- 18 fruttidoro (4 settembre) : Colpo di Stato del Direttorio contro i realisti che sono arrestati.
- La Vandea è "pacificata" da Lazare Hoche.